# 敷戸駅
敷戸駅（しきどえき）は、大分県大分市大字鴛野にある、九州旅客鉄道（JR九州）豊肥本線の駅である。

## 歴史
かつて滝尾駅が開業した際、現在の当駅に近い場所に駅を設ける案もあったが、当時滝尾近辺には工場が密集していたため、そちらに駅ができた。
当駅は国鉄時代末期に開業した。大分駅に直通しているためアクセスが良く、当駅の開業により近隣の通勤通学路としての利便性は格段に向上した。当駅は滝尾駅に比べ大幅に利用者が多い。開業当初は無人駅で国鉄OBに名誉駅長を委嘱していたが、その後、臨時に職員が配置されるようになり、さらに正式に有人駅となった。

### 年表
- 1987年（昭和62年）
  - 2月22日：日本国有鉄道（国鉄）豊肥本線の駅として開業[2]。開業時はホーム長50 mで2両編成の列車に対応していた[4]。同日に牧駅も開業している[2]。旅客のみを取り扱う駅員無配置駅[5]。
  - 4月1日：国鉄分割民営化に伴い、九州旅客鉄道（JR九州）の駅となる[6]。
- 1991年（平成3年）12月25日：乗降客増加のためホーム長を91mに延長し、4両編成対応となる[4]。同時にホーム嵩上げ、および拡幅も行われる[4]。
- 1995年（平成7年）
  - 2月：駅南側に敷戸団地への跨線橋等が完成[7]。
  - 12月1日：100km以内の近距離用自動券売機が設置される[8]。
- 2011年（平成23年）10月14日：券売機上の運賃表示板が落下[9]。
- 2012年（平成24年）12月1日：ICカード「SUGOCA」の利用が可能となる[10]。
- 2018年（平成30年）12月1日：駅遠隔案内システム「ANSWER」の導入に伴い無人化[3][11][12][13]。

## 駅構造
単式ホーム1面1線を有する地上駅。

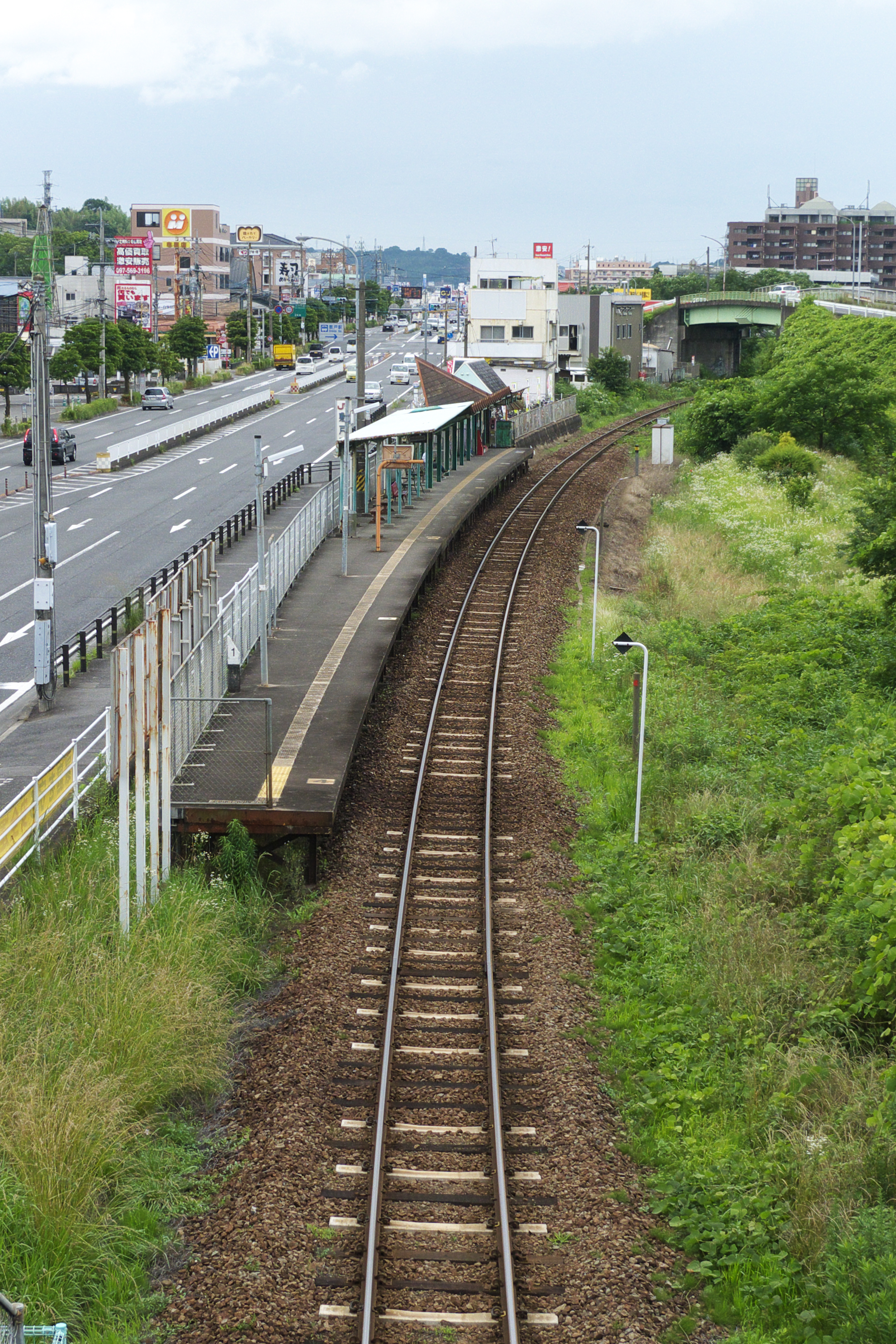
駅南側の跨線橋から見たプラットホーム

2018年（平成30年）11月30日まではJR九州サービスサポートが駅業務を行う業務委託駅であった。当初は同年3月17日に中判田 - 滝尾間に駅遠隔案内システム「ANSWER」を導入した上で当駅を無人化する予定であったが、当駅と大分大学前駅は同年12月1日まで「ANSWER」導入は見送られた。

## 利用状況
2023年（令和5年）度の1日平均乗車人員は974人である。
| 乗車人員推移 | 乗車人員推移 |  |
| 年度         | 1日平均人数  |  |
| ------------ | ------------ |  |
| 2000年       | 1,623        |  |
| 2001年       | 1,603        |  |
| 2002年       | 1,237        |  |
| 2003年       | 1,232        |  |
| 2004年       | 1,187        |  |
| 2005年       | 1,143        |  |
| 2006年       | 1,140        |  |
| 2007年       | 1,130        |  |
| 2008年       | 1,151        |  |
| 2009年       | 1,119        |  |
| 2010年       | 1,102        |  |
| 2011年       | 1,070        |  |
| 2012年       | 1,106        |  |
| 2013年       | 1,151        |  |
| 2014年       | 1,082        |  |
| 2015年       | 1,190        |  |
| 2016年       | 1,166        |  |
| 2017年       | 1,144        |  |
| 2018年       | 1,094        |  |
| 2019年       | 1,066        |  |
| 2020年       | 879          |  |
| 2021年       | 851          |  |
| 2022年       | 907          |  |
| 2023年       | 974          |  |

## 駅周辺
駅の出入口は国道10号に面している。周辺は大規模な住宅団地をはじめとして住宅が多い。当初は団地入口の交差点付近に設けられる予定であったが、送迎の自家用車が国道を塞ぐおそれがあったため、50 m大分寄りに移動した現在地に建設し、あわせて国道に送迎の自動車が数台程度停車できる停車帯を設けた。2002年に大分大学前駅が開業するまでは大分大学の最寄り駅でもあった。大分大学までは徒歩で20分ほどかかる。当駅と大分大学前駅との距離はおよそ1.4 kmで、大分市内では最も駅間が短い。
開業当初、駅反対側への敷戸団地へは駅の北側にある敷戸団地入口交差点か南側の島田橋へ迂回する必要があったが、利用客の増加に伴い団地内の道路に歩道を設置したうえで、団地から駅側へしきど新橋を架け、その先に跨線橋を設置することにより300 m程度移動距離を短縮した。
- 敷戸団地[16][7]
- 大分銀行古国府支店敷戸団地出張所
- 大分敷戸団地郵便局
- 星和台団地
- 芳河原台団地
- 敷戸台団地
- 寒田団地
- 宮崎台団地
- 敷戸保育園
- 大分市立敷戸幼稚園
- 敷戸ふない幼稚園
- 大分市立鴛野小学校
- 大分市立敷戸小学校
- 大分市立寒田小学校
- 大分市立稙田東中学校
- 大分県立大分工業高等学校
- 国道10号
- 大分市医師会立アルメイダ病院
- 西寒田神社
- 敷戸神社
- 敷戸石仏
- スーパーセンタートライアル敷戸店

## 隣の駅
九州旅客鉄道（JR九州）
■豊肥本線
■普通
滝尾駅 - 敷戸駅 - 大分大学前駅